# Майтара
Майтара (на албански: Majtarë или Majtara) е село в Република Албания, община Дебър (Дибър), административна област Дебър.

## География
Селото е разположено в историкогеографската област Поле, близо до границата със Северна Македония.

## История

### В Османската империя
Според османско преброяване от 1467 година в Маситара има 4 домакинства.
В „Етнография на вилаетите Адрианопол, Монастир и Салоника“, издадена в Константинопол в 1878 година и отразяваща статистиката на населението от 1873 година, Майтари (Maytari) е посочено като село с 35 домакинства, като жителите му са 84 албанци мюсюлмани. Според Васил Кънчов („Македония. Етнография и статистика“) в Майтиръ живеят 120 арнаути мохамедани.
На Етнографската карта на Битолския вилает на Картографския институт в София от 1901 година Майтаре е чисто албанско село в Дебърската каза на Дебърския санджак с 28 къщи.

### В Албания
След Балканската война в 1913 година селото попада в новосъздадена Албания.
В 1915 година, по време на Първата световна война, селото е анексирано от Царство България. Към 1 март 1916 година Майтари е част от Решанската община на българската Дебърска околия.
През Първата световна война австро-унгарските военни власти провеждат преброяване в 1916 – 1918 година в окупираните от тях части на Албания и Майтара е регистрирано като село с 247 албанци мюсюлмани. Езиковедите Клаус Щайнке и Джелал Юли смятат резултатите от преброяването за точни.
До 2015 година селото е част от община Макелари.